# Too Much (Il Pagante)
Too Much è un singolo del gruppo musicale Il Pagante, pubblicato il 9 giugno 2017 ed estratto dall'album in studio Paninaro 2.0.

## Descrizione
Il singolo viene annunciato tramite i profili social della band il 18 maggio 2017 e viene pubblicato negli store online il 9 giugno successivo, mentre il videoclip esce sul canale ufficiale di Warner Music Italy il 14 dello stesso mese. Nella clip appare il politico Antonio Razzi che ha girato sia scene in studio che in Piazza degli Affari a Milano per creare un finto telegiornale. Nel video è presente una scena in cui la cantante Federica Napoli, nata con aplasia, mostra la sua mano e come afferma Eddy Veerus in un'intervista: "dopo aver letto una serie di commenti “un po’ too much” su Youtube le è sembrato il caso di aprirsi al riguardo e abbiamo deciso di sfruttare la cosa.". Le riprese sono a cura di Andrea Gallo di Sugo Design.
Il brano viene presentato live per la prima volta allo Sky Sporting Club di Genova il 13 giugno, facente parte del Too Much Summer Tour iniziato il 27 maggio precedente a Roma.
La canzone nasce dall'uso eccessivo delle parole "too much", utilizzate per indicare qualcosa di sovrabbondante.
Come indicato nel libretto del disco l'autore del brano è Eddy Veerus (nome d'arte di Edorado Cremona), mentre alla SIAE è registrato anche Marco Sissa. È prodotto da Razihel (nome d'arte di Nicolò Arquilla) e da Pete Miles (all'anagrafe Pietro Ventimiglia) al Coffin Studio di Milano.
Too Much entra nella Top Singoli della FIMI alla posizione numero trentaquattro, per poi scendere alla sessanta e uscire dopo sei settimane. Viene certificato disco d'oro nella settimana trentotto del 2017.

## Riferimenti culturali
Sia nel testo della canzone che nel video sono presenti vari riferimenti a fatti realmente accaduti o a testi. Nella parte iniziale della clip, in cui il senatore Razzi viene intervistato sulle problematiche tra Stati Uniti e Corea del Nord, si notano diverse notizie scherzose su personaggi famosi come Justin Bieber, Gianluigi Donnarumma, Benji & Fede o anche sulla NASA. Durante i fotogrammi ci sono anche varie citazioni tratte da Critica della ragion pratica, opera del 1788 di Immanuel Kant.
Con la frase "sopra il palco sputo come Stash" ci si riferisce alla vicenda in cui Stash, cantante dei The Kolors, durante gli MTV Italia Awards del 2015 sputa sulla cinepresa. Successivamente con una strofa si fa riferimento anche al programma 16 anni e incinta ("In famiglia novità / La reaction di papà / Cara a 16 anni incinta forse è un po’ un po’ too much"). Infine, si cita la canzone popolare cubana Guantanamera.

## Tracce
1. Too Much – 2:56 (Cremona, Sissa)

## Formazione

### Gruppo
- Roberta Branchini - voce
- Federica Napoli - voce
- Eddy Veerus - voce

### Produzione
- Razihel, Pete Miles - produzione

## Classifiche
| Classifica (2017) | Posizione massima |
| ----------------- | ----------------- |
| Italia            | 34                |

## Too Much Summer Tour
A partire dal 27 maggio 2017 parte a Roma in occasione dei TIM MTV Awards il Too Much Summer Tour che continua in giro per il territorio italiano in discoteche ed altri eventi. Il tour si conclude il 23 settembre 2017 a Mondovì in occasione del Wake Up Festival.
Il DJ Set è a cura di DJ Fedex.
| Data              | Città               | Stato  | Luogo                               |
| ----------------- | ------------------- | ------ | ----------------------------------- |
| Europa            |                     |        |                                     |
| 27 maggio 2017    | Roma                | Italia | Piazza del Popolo                   |
| 3 giugno 2017     | Caltanissetta       | Italia | Industrie Summer Plus               |
| 5 giugno 2017     | Verona              | Italia | Arena di Verona (Wind Music Awards) |
| 8 giugno 2017     | Pavia               | Italia | Caramelle Summer Disco              |
| 13 giugno 2017    | Genova              | Italia | Sky Sporting Club                   |
| 17 giugno 2017    | San Giorgio Morgeto | Italia | St. George Prom                     |
| 18 giugno 2017    | Fregene             | Italia | Blanco Beach Club                   |
| 22 giugno 2017    | Porlezza            | Italia | Panama                              |
| 23 giugno 2017    | Santo Stefano Belbo | Italia | Santero Summer                      |
| 24 giugno 2017    | Varese              | Italia | Zero                                |
| 24 giugno 2017    | Varese              | Italia | Yucca                               |
| 24 giugno 2017    | Piacenza            | Italia | Village                             |
| 2 luglio 2017     | Brescia             | Italia | Radio Bruno Estate                  |
| 8 luglio 2017     | Cadelbosco di Sotto | Italia | Notte Bianca                        |
| 15 luglio 2017    | Castellarano        | Italia | Rockville                           |
| 23 luglio 2017    | Polignano a Mare    | Italia | Red Bull Cliff Diving World Series  |
| 24 luglio 2017    | Gabicce Mare        | Italia | Baia Imperiale                      |
| 29 luglio 2017    | Cervia              | Italia | Indie                               |
| 31 luglio 2017    | Forte dei Marmi     | Italia | La Capannina                        |
| 3 agosto 2017     | Bibione             | Italia | Festival Show                       |
| 5 agosto 2017     | Aprica              | Italia | Charlie                             |
| 11 agosto 2017    | Arbatax             | Italia | Red Valley Festival                 |
| 12 agosto 2017    | Budoni              | Italia | Pata Club                           |
| 18 agosto 2017    | Rimini              | Italia | Altromondo Studios                  |
| 21 agosto 2017    | Forte dei Marmi     | Italia | La Capannina                        |
| 2 settembre 2017  | Lodè                | Italia | Festa di Santa Lucia                |
| 9 settembre 2017  | Follonica           | Italia | Disco Village                       |
| 23 settembre 2017 | Mondovì             | Italia | Wake Up Festival                    |

### Concerti annullati o spostati
- La data del 7 agosto 2017 prevista a Forte dei Marmi a La Capannina di Franceschi[2] è stata spostata al 31 luglio 2017 sempre nello stesso luogo[15].